# Crambus microstrigatus
Crambus microstrigatus là một loài bướm đêm trong họ Crambidae.